# The Ames Brothers
The Ames Brothers — американский вокальный квартет, образовавшийся в 1948 году в Малдене, штат Массачусетс, и имевший большой успех в США в первой половине 1950-х годов. «Братья Эймсы» — Джо, Джин, Вик и Эд — приобрели первую известность благодаря песне «Sentimental Me» (1950), а три года спустя выпустили хит «You, You, You», занявший 5 место в итоговом списке популярнейших песен 1953 года и ознаменовавший коммерческий пик в карьере коллектива. Квартет, 50 синглов которого входили в поп-чарты «Биллборда», в 1961 году распался; музыкальную карьеру продолжил лишь Эд Эймс, младший из братьев. В 1998 году The Ames Brothers были введены в Зал славы вокальных групп (The Vocal Hall of Fame).

## История группы
Братья Джо (3 мая 1921 — 22 декабря 2007), Джин (13 февраля 1923 — 4 апреля 1997), Вик (20 мая 1925 — 23 января 1978) и Эд (р. 9 июля 1927) Юрики родились в семье Дэвида и Сары (David, Sarah Urick), евреев-эмигрантов с Украины, воспитывавших своих девятерых детей в традициях почитания литературной и музыкальной классики. Петь вместе они начали ещё в 1930-х годах, сформировав идеальный квартет — несмотря на то, что далеко не все связывали с музыкой будущее. Лишь Джо мечтал стать певцом (причем, оперным); Джин делал большие успехи в бейсболе, надеясь начать профессиональную карьеру; амбиции Вика, демонстрировавшего комический талант на школьной сцене, были связаны с театром и кинематографом (позже в Ames Brothers он и взял на себя «комедийную» роль), Эд, виртуоз настольного тенниса, успешно выступал в турнирах на уровне первенства штата.
Инициатором создания коллектива в каком-то смысле стала мать: мечтая о том, чтобы её четыре первых сына пели вместе, она уговорила Джо отказаться от претензий на оперную карьеру. Её желание осуществилось: победив в нескольких бостонских конкурсах молодых исполнителей, квартет (некоторое время выступавший с кузеном Ленни) в 1948 году — первоначально под названием The Amory Brothers (оно было взятов «честь» среднего имени Вика Юрика) — начал гастролировать с концертами по военным и морским базам США. Затем группа получила постоянную работу в Foxs and Hounds, одном из самых популярных ночных клубов Бостона, где выступала в течение трёх месяцев.
Перебравшись в Нью-Йорк, коллектив произвёл впечатление на Арта Муни, который взял их работать в свой оркестр. Затем Милт Гэблер подписал с ними контракт для Decca Records. В 1948 году братья вместе с певицей Моникой Льюис записали свою первую пластинку, «A Tree in the Meadow»: сингл поднялся до #21. В феврале 1949 года квартет подписал контракт с Coral Records и сократил название до The Ames Brothers.
Первый значительный успех в национальном хит-параде пришел к Ames Brothers в 1950 году, когда вышел сингл «Rag Mop»/«Sentimental Me»: он возглавил чарты, причём би-сайд в конечном итоге оказался популярнее первой песни. В эти дни квартет выступал на радио бесплатно, исключительно ради приобретения опыта; вскоре, однако, братья стали завсегдатаями многих популярных программ, таких, как The Arthur Godfrey Hour, и оказались в числе первых гостей ранней версии Ed Sullivan Show, тогда называвшегося Toast of the Town.
Группа повторила чарт-успех в 1952 году («Undecided»), а ещё год спустя возглавила хит-парад с синглом «You You You», ознаменовавший коммерческий пик её карьеры. Вслед за успехом ещё одной песни, «The Naughty Lady of Shady Land» (1954), у братьев появилась собственное телевизионное шоу.
Квартет продолжал записываться, а в 1957 году дважды входил в первую «десятку» «Биллборда» («Tammy», «Melodie d’Amour») но с пришествием рок-н-ролла заметно утратил свои позиции. После распада коллектива в 1961 году лишь младший брат Эд Эймс продолждил музыкальную карьеру. Он выступал на Бродвее, снялся в роли индейца Минго в телесериале Дэниела Буна, а в 1967 году добился сольного успеха в чартах с синглом «My Cup Runneth Over».

## Дискография
| - «You, You, You Are the One» (1949) - «Can Anyone Explain?» (1950) - «Rag Mop» (1950) - «Sentimental Me» (1950) - «Hawaiian War Chant» (1951) - «Undecided» (c Оркестром Леса Брауна) (1951) - «Wang Wang Blues» (1951) - «I Wanna Love You» (1952) - «String Along» (1952) - «You, You, You» (1953) - «The Man with the Banjo» (1954) - «The Naughty Lady of Shady Lane» (1954) - «My Bonnie Lassie» (1955) - «Forever Darling» (1956) - «It Only Hurts for a Little While» (1956) - «Melodie D'Amour» (1957) - «Tammy» (1957) - «Pussy Cat» (1958) - «A Very Precious Love» (1958) - «Red River Rose» (1959) - «Washington Square» (1963) | - Sing A Song Of Christmas (1950) - There’ll Always Be A Christmas (1957) - Destination Moon (1958) - Smoochin' Time with Sid Ramin’s Orchestra (1958) - Hello Amigos (1960) - For Sentimental Reasons (1964) |  |